# وست شیکاگو (ایلینوی)
وست شیکاگو، ایلینوی (به انگلیسی: West Chicago, Illinois) یک شهر در ایالات متحده آمریکا با جمعیت ۲۷٬۰۸۶ نفر است که در ایلی‌نوی واقع شده‌است.

## موقعیت جغرافیایی
موقعیت جغرافیایی شهرها و مناطق اطراف به شرح زیر است: